# بوب مينينديز
بوب مينينديز (بالإنجليزية: Bob Menendez)‏ واسمه الحقيقي روبرت مينينديز (بالإنجليزية: Robert Menendez)‏ هو سياسي أمريكي من الحزب الديمقراطي ولد في يوم 1 يناير 1954 في مدينة نيويورك. هو عضو في مجلس الشيوخ الأمريكي كممثل عن ولاية نيو جيرسي منذ سنة 2006.

## الاحكام القضائية
يوم 29 يناير 2025، حكمت محكمة في نيويورك على روبرت مينينديز، بالسجن 11 عامًا بعد إدانته بالابتزاز، وعرقلة العدالة، وقبول الرشاوى مقابل تقديم خدمات لرجال أعمال مرتبطين بمصر وقطر. إثر اكتشاف سبائك ذهبية تقدر قيمتها بحوالي 150 ألف دولار، وما يقرب من نصف مليون دولار نقدًا مخبأة في منزله بنيوجيرسي. بالإضافة إلى سيارة مرسيدس-بنز مكشوفة فاخرة. وتضمنت التهم التي أُدين بها مينينديز، التآمر لارتكاب الرشوة، والعمل كوكيل أجنبي أثناء شغله منصبًا عامًا، وعرقلة العدالة. وتم إدانة مينينديز إلى جانب اثنين من رجال الأعمال الذين ساعدهم، المواطن الأمريكي المصري وائل حنا، حُكم بالسجن لأكثر من ثماني سنوات بقليل وغرامة قدرها 1.3 مليون دولار. وفريد دعيبس، مطور العقارات، حُكم بالسجن لمدة سبع سنوات وغرامة قدرها 1.75 مليون دولار. أما رجل الأعمال الثالث، سمسار التأمين خوسيه يوريبي، فقد اعترف بتهم الرشوة في مارس 2024 وعاون المحققين.